# Бедржих (князь)
Бедржих (*Bedřich, бл. 1141 —25 березня 1189) — князь Богемії у 1172—1173 та 1178—1189 роках. У Німеччині знаний як Фрідрих.

## Життєпис
Походив з династії Пржемисловичів. Старший син князя і короля Владислава II та Гертруди фон Бабенберг. У 1164 році батько надав йому титул й майно князя Оломуцького.
Намагаючись закріпити королівську корону за своїми нащадками, в 1172 році король Владислав відрікся від престолу на користь сина Бедржиха. Втім Олдржих, старший син Собіслава I, негайно почав скаржитися імператору Фрідріху I Барбаросси. Той повелів Владиславу і Бедржихові звільнити з полону Собіслава (молодшого сина Собіслава I) і втрьох з'явитися на суд до Нюрнбергу.
Отримавши свободу, Собіслав прибув до імператорського двору вперед своїх суперників і почав поширювати чутки, ніби його хотіли засліпити і зробити нездатним до управління державою. Імператор Фрідріх I передав чеський трон Собіславу II, але він не отримав королівської гідності, а лише князівську.
Бедржих разом з батьком у 1173 році вимушений був вирушили у вигнання до Тюрингії. Незабаром перейшов на службу до імператора. Надалі брав участь в австрійських суперечках.
У 1178 році імператор Фрідріх Барбаросса відповідно до однієї з домовленостей з папою римським Олександром III (від 1177 році у Венеції) був змушений повернути чеський трон Бедржиху. Втративши підтримку імператора, Собіслав II втратив і розташування шляхти. Бедржих скористався ситуацією. За підтримки князя Конрада III Оти Зноємського і маркграфа Леопольда V Австрійського він зібрав військо й вдерся спочатку до Моравії, а потім до Богемії, де легко заволодів Прагою. Собіслав II сховався у фортеці Скала в Клатовській області.
Бедржих вирушив до двору імператора, чим скористався Собіслав II, який зібрав військо і взяв в облогу Прагу, де залишилася дружина Берджиха. Останній поспішив додому, прихопивши німецьких найманців, але Собіслав II раптово напав на нього у Лоденіцького джерела і вщент розбив. Бедржих із залишками армії з'єднався з військом Конрада Оти Зноємського і пішов знімати облогу з Праги. Його супротивник з частиною війська переслідував його, наздогнавши неподалік від Праги (сучасне Нове Місто). У запеклій битві Берджих здобув переконливу перемогу, а Собіслав вимушений був втекти.
Бедржих виявився повинен імператору велику суму грошей за збереження права на престол. Для цього він підвищив податки, що призвело до народних повстань. Невдоволенням простого народу скористалися магнати. 1182 року вони повалили Бедржиха і обрали князем Конрада Оту Зноємського. Вірність Берджиху зберегла залога Празького замку, але і він з часом був змушений здатися.
Бедржих поскаржився імператору, і той наказав Конраду Оті та найбільш впливовим аристократам з'явитися до Регенсбурга, де наказав знову визнати Бедржиха князем. Конраду Оті імператор віддав Моравію, зробивши його маркграфом, підлеглим безпосередньо імператору. Таким чином, Моравія формально була відокремлена від Чехії.
У 1184 році під час чергового від'їзду Бедржиха до Німеччини знать знову повстала і звела на престол Вацлава II, брата Собіслава II. Втім цього разу заколотникам не вдалося взяти Прагу, оборону якою очолювала дружина князя. На допомогу їй прийшов дівер, зальцбурзький архієпископ Адальберт III, і Леопольд V Австрійський, після чого бунтівники були змушені відступити.
1185 року Бедржих відправив свого брата Пржемисла Отакара в похід на Моравію. Пржемисл розгромив Конрада Оту в битві у Лоденіц, в якій загинуло близько 4 тис. вояків з обох боків. Аби не допустити подальшого кровопролиття, Конрад відрікся від претензій на Чехію, але зберіг титул маркграфа Моравії.
Незабаром Бедржих посварився з празьким єпископом Бржетіславом Ірджихом. Той побажав звільнити від княжих повинностей володіння і підданих єпархії та звернувся за підтримкою до імператора. У 1187 році Фрідріх Барбаросса надав єпископу грамоту, якою визнавав празького єпископа рівним за статусом князю. Чеська земля поділялася на дві держави: церковну і світську. Бедржих був проти цього. Щоб переконати імператора змінити рішення, він навіть погодився вирушити з ним у Третій хрестовий похід, але ще до його початку помер 1189 року.

## Родина
Дружина — Єлизавета, донька Гези II Арпада, короля Угорщини
Діти:
- Гелена (1158-д/н), дружина Петра Комніна
- Ольга (д/н-1163)
- Маргарет (д/н-1167)
- Людмила (1170—1240), дружина графа Альбрхета III Богенського
- Вратислав (д/н-1180)
- Софія (бл.1176-1195), дружина Альбрехта I, маркграфа Мейсена.

## Родовід
Фрідрих (Бедржих)  веде свій родовід, в тому числі, й від Великих князів Київських Володимира Великого та Ярослава Мудрого.